# Leonor Neville
Leonor Neville, também conhecida como Leonor Percy (em inglês:  Eleanor; Castelo de Raby, c. 1397 —  1472) foi a filha de Ralph de Neville, 1.º Conde de Westmorland e de Joana Beaufort. Seu primeiro marido foi Ricardo le Despenser, 4.º Barão Burghersh. Após sua morte, tornou-se condessa de Northumberland através de seu casamento com Henrique Percy, 2.º Conde de Northumberland.

## Família
Seus avós paternos eram João Neville, 3.º Barão Neville de Raby e Matilde Percy, sua primeira esposa. Seus avós maternos eram João de Gante, Duque de Lencastre e Catarina Swynford, primeiro amante e depois a terceira e última esposa do duque. Através de João, Leonor era uma bisneta dos rei Eduardo III de Inglaterra e de Filipa de Hainault.
Leonor foi a segunda menina a nascer de quatorze filhos. Seus irmãos incluíam: Catarina, duquesa de Norfolk através de seu primeiro casamento e esposa de João Woodville, seu quarto marido, irmão de Isabel Woodville, rainha consorte do rei Eduardo IV de Inglaterra; Roberto, Bispo de Durham e Salisbury; Guilherme Neville, 1.º Conde de Kent; Cecília, mãe dos reis ingleses Eduardo IV e Ricardo III, etc.

## Biografia
Em data posterior a 23 de maio de 1412, casou-se com seu primo de segundo grau, Ricardo le Despenser, filho de Tomás le Despenser, 1.º Conde de Gloucester e de Constança de Iorque, filha de Edmundo de Langley, cujo pai era o rei Eduardo III, bisavô materno de Leonor. Além disso, Ricardo também era um descendente de Hugo Despenser, o Jovem, o favorito do rei Eduardo II de Inglaterra, pai de Eduardo III.
A união não resultou em uma progênie, e ele morreu dois anos depois, em 7 de outubro de 1414.
Algum tempo depois da morte do marido, em Alnwick, em Northumberland, Leonor contraiu matrimônio com Henrique Percy, o conde de Northumberland, filho do rebelde Henrique Percy, conhecido como "o Ardente", e de Isabel Mortimer, bisneta de Eduardo III. 
Eles tiveram dez filhos. Henrique morreu lutando pela Dinastia de Lencastre, na Primeira Batalha de St. Albans, em 22 de maio de 1455.
Viúva pela segunda vez, a condessa Leonor não se casou novamente. Ela morreu em 1472, dezessete anos após a morte do segundo marido, e foi enterrada no adro de Berveley Minster, em Iorque. 

## Descendência
De seu segundo casamento teve dez filhos. Quatro deles, Henrique, Tomás, Ralph e Ricardo, morreram no campo de batalha lutando pelos Lencastre, durante a Guerra das Rosas.
- João Percy (n. 8 de julho de 1418);
- Joana Percy (n. c. 1420), freira em Whitby, em Yorkshire;
- Henrique Percy, 3.º Conde de Northumberland (25 de julho de 1421 – 29 de março de 1461), foi marido de Leonor Poynings, com quem teve filhos. Morreu na Batalha de Towton;
- Tomás Percy, 1.º Barão Egremont (29 de novembro de 1422 - 10 de julho de 1460), com sua esposa de nome desconhecido teve um filho, João. Morreu  na Batalha de Northampton;
- Catarina Percy (28 de maio de 1423 - após 1475), foi casada com Edmundo Grey, 1.º Conde de Kent, com quem teve filhos, incluindo Jorge Grey, 2.º Conde de Kent, marido de Ana Woodville, irmã da rainha Isabel Woodville;
- Jorge Percy (24 de julho de 1424 - 14 de novembro de 1474), foi um cânone em Berveley, em East Riding of Yorkshire, e reitor em Rothbury, em Northumberland e Caldbeck, na Cúmbria;
- Ralph Percy (1425 - 25 de abril de 1464), governador do Castelo de Bamburgo, foi marido de Leonor Acton, e teve descendência. Morreu na Batalha de Hedgeley Moor;
- Ricardo Percy (1426 - 29 de março de 1461), morreu na Batalha de Towton, como o irmão Tomás;
- Guilherme Percy (7 de abril de 1428 - 26 de abril de 1462), foi o bispo de Carlisle, na Província de Iorque, de 1452 a 1462, e chanceler da Universidade de Cambridge, de 1451 a 1456;
- Ana Percy (após 1428 - 1522), primeiro foi casada com Thomas Hungerford, depois com Laurence Rainsford, e por último, foi esposa de Hugh Vaughan.